# محمد حسين خان الصدر الأعظم
محمد حسين خان الصدر الأعظم أو نظام الدولة (1174 هـ - 1239 هـ).

## النسب
هو سيد محمد حسين خان صدري (العلاف) بن محمد علي خان بن محمد رحيم علافي بن محمد علي بن محمد بن علي بن عبد الرحيم بن شجاع بن عبد الله بن أبو الفتح الحسن بن صدر الدين بن محسن بن سليمان بن مظفر بن مرتضى بن صدر الدين بن محمد شاه بن محمد بن حسين بن علي بن محمد بن علي بن محمد يعيش بن جعفر بن الحسن بن محمد البغيض بن جعفر الشاعر بن محمد بن إسماعيل الأعرج بن جعفر الصادق بن محمد الباقر بن علي السجاد بن الحسين بن علي بن أبي طالب.

## العشيرة
إمارة بني الحسن البغيض الإسماعيلي الحسيني.

## مهنياً
كان محمد حسين خان الصدر الأعظم من الأثرياء والأعيان، يعمل في تجارة العلف وتربية الخيول العربية كما أنه صاحب عقارات ودكاكين في مدينة أصفهان إبان الدولة الزندية، أما أبوه محمد علي خان فهو مدير المستودعات ومخازن الحبوب في مدينة أصفهان كذلك في عهد شاه كريم خان الزندي.
أما جده الأمير محمد رحيم خان علافي فهو من أشراف وحكام مدينة أصفهان وكان يمتلك مخازن علف ومزارع للحبوب والأرز.

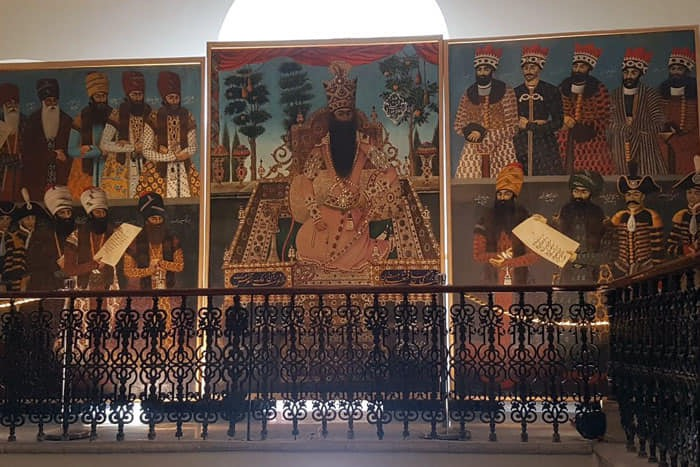
لوحة جدارية من العهد القاجاري تعود إلى عام 1222هـ 1808 مـ تم استرجاعها من متحف اللوفر في باريس إلى متحف قصر نجرستان - طهران, يظهر فيها السلطان القاجاري و السيد محمد حسين خان الصدر الأعظم و وزرائه بالإضافة إلى مسيو جاردان سفير نابليون بونابارت ملك فرنسا.

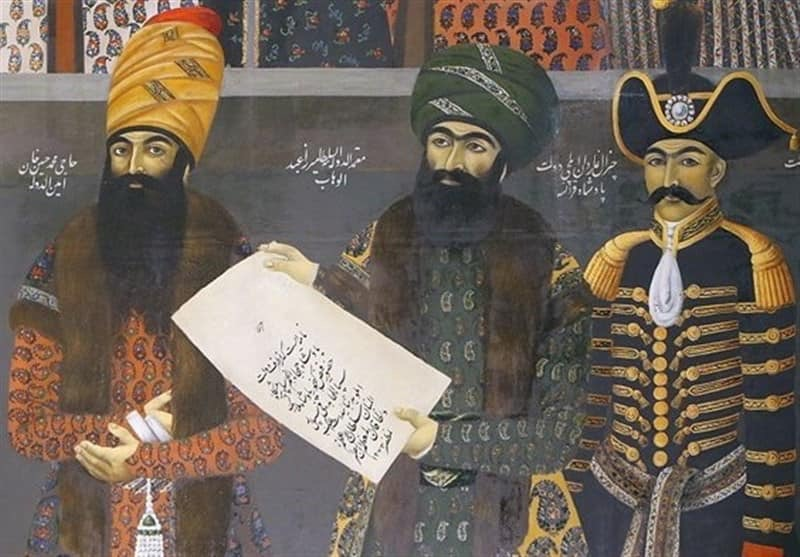
يظهر في اللوحة الجدارية يساراً الأمير الحاج السيد محمد حسين أمين الدولة الملقب بالصدر الأعظم و إلى جانبه وزير خارجيته الميرزا عبد الوهاب معتمد الدولة و يميناً يظهر المسيو جاردان سفير نابليون بونابارت ملك فرنسا آنذاك.

اشتهرت أسرة آل صدري (خاندان صدر) بلقب (العلاف) نسبةً إلى مهنتهم في عهد الزنديين، وكان لهم ارتباطات تجارية مع الشركة الشرقية الهندية البريطانية.

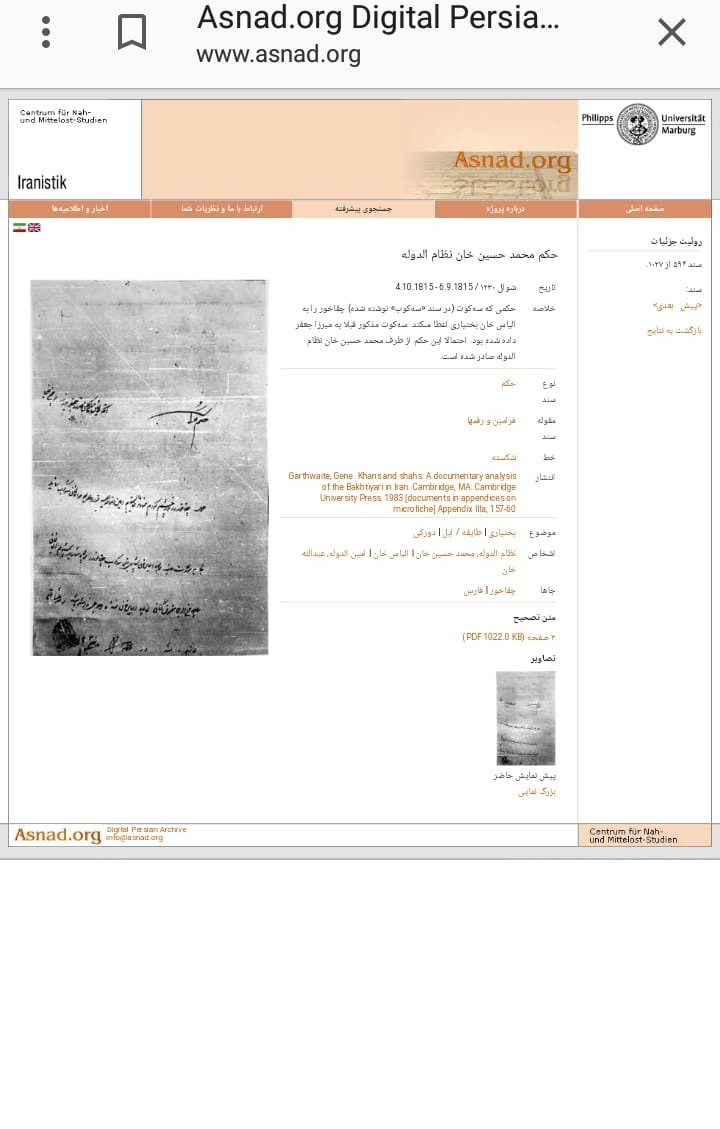

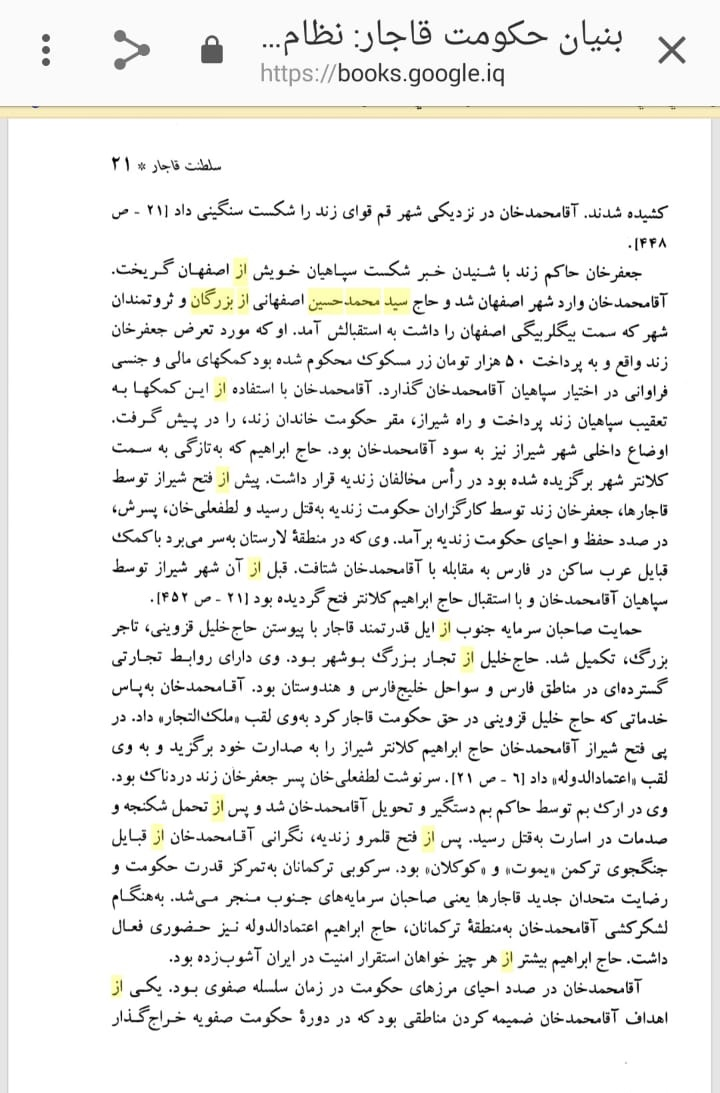

## المناصب والألقاب التشريفية
بعد انتصار القاجاريين على الزنديين، وسيطرتهم على السلطة في إيران، بدأ حكام وزعماء القاجار بالتقرب إلى هذه العائلة ( العربية الأصل ) لكونهم من أعيان وأشراف مدينة أصفهان وأصحاب ثروة مالية طائلة، فاستفادوا منهم مالياً من أجل تثبيت حكم القاجاريين والقضاء على ما تبقى من الزنديين وخاصةً في مدينة شيراز.
1- نائب الحاكم بيكلر بيكي أصفهان:
بعد تنصيب محمد شاه قاجار حاكم مباشر على أصفهان سنة 1209 هـ تم تعيين سيد محمد حسين خان نائب الحاكم على أصفهان من تاريخ 1210 هـ حتى 1221 هـ، حيث تم إصدار مرسوم عام 1218 هـ مكتوب من قبل رئيس الديوان معتمد الدولة نشاط الأصفهاني الموسوي، موقّع ومختوم من قبل فتح علي شاه قاجاري معنون باسم ( صدر ) , ذكر فيه ما يلي «أما بعد إرجاع الخدمات الهامة الذي قام بها بشكل جيد صدر تمديد منصبه نائب الحاكم بيكلر بيكي أصفهان».
2- وزير المالية (مستوفي المماليك):
حيث كان ملقباً بـ (أمين الدولة)، استلم المنصب من تاريخ 1221 هـ حتى 1228 هـ.
3- حاكم ولايات فارس والعراق (نظام الدولة):
استلم المنصب بتاريخ 1228 هـ حتى 1234 هـ، حيث نصب أمير الأمراء العظام وحاكم مباشر على ولايات فارس ( أصفهان، قم، مشهد) و ولايات العراق (النجف، كربلاء)
4- الوزير الأعظم أو رئيس الوزراء (صدر أعظم):
حيث استلم المنصب من قبل السلطان فتح علي شاه القاجاري من تاريخ 1234 هـ حتى 1239 هـ، واشتهر بلقب الصدر الأعظم الأصفهاني (خاندان صدر باللغة الفارسية) و هو لقب أسرة محمد حسين خان.
واستلم المنصب بموجب مرسوم من رئيس ديوان الحكم القضائي بتاريخ 1234 هـ موقع ومختوم من السلطان فتح علي شاه القاجاري، حيث ذكر فيه استلام منصب الملقب بالـ(الصدر) ثم أضاف اسمه محمد حسين خان وبعده لقب الصدر الأعظم كي لا يتم الخلط أو الاشتباه بين اللقب (صدر) و المنصب (الصدر الأعظم)، و منذ ذلك التاريخ اشتهر بلقب (الصدر الأصفهاني).

## بعض أعماله ومآثره
1- عمارات صدري المعروفة بـ( ديوان خانه صدر باللغة الفارسية ) سنة 1215 هـ.
2- مدرسة ( جهار باغ صدري وخواجو صدر باللغة الفارسية ) من تاريخ 1217 هـ حتى 1221 هـ.
3- مدرسة ( صدر بازار أو صدري ) من تاريخ 1220 هـ حتى 1229 هـ.
4- مدرسة جامع صدري أو ( باي قلعة صدر باللغة الفارسية ) سنة 1217 هـ.
5- مدرسة صدري أو ( صدر خان أصفهاني ) بتاريخ 1217 هـ. و اشتهرت جميعها باسم ( مدارس الصد الأعظم بعد استلامه منصب الصدارة )
6- ماء سبيل صدري أو ( سقاخانه صدري باللغة الفارسية، عندما كان نائب الحاكم في أصفهان.
7- ترميم وإعمار ضريح السيد هارون حفيد الإمام جعفر الصادق بتاريخ 1237 هـ.
8- ترميم وإعمار الأضرحة المقدسة في مدينتي النجف وكربلاء من تاريخ 1217 هـ حتى 1226 هـ.
9- بناء سور النجف السادس أو (قلعة النجف ) من تاريخ 1217 هـ حتى 1226 هـ.
10- إعادة بناء وترميم خان الإسكندرية في مدينة الحلة العراقية.
11- بناء مدرسة الصدر الأعظم أو ( مدرسة صدري ) في مدينة النجف سنة 1226 هـ.
12- بناء خان المصلى بين النجف وكربلاء من أجل خدمة زوار العتبات المقدسة.
13- بناء مسجد خالد بن الوليد من أجل إرضاء الدولة العثمانية في النجف.

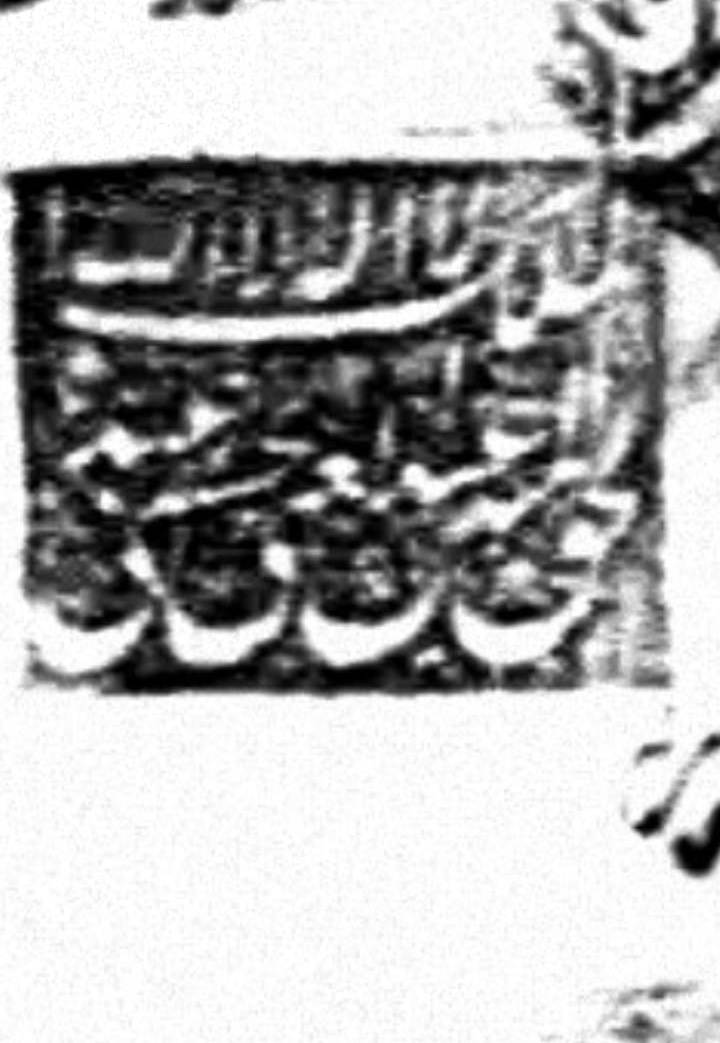
ختم الصدر الاعظم كتب عليه (لا إله إلا الله الملك الحق المبين عبده محمد حسني الحسيني)

14- إصدار الفرامانات من مراسيم وسندات عقارات وموقوفات و أملاك ورسوم مالية وضرائب تحمل خاتمه الذي كتب فيه : ( لا إله إلا الله الملك الحق المبين عبده محمد حسني الحسيني ) , حيث جاءت كنية (حسني) من عشيرته آل الحسن البغيض الإسماعيلي، وكنية (الحسيني) من جده الإمام الحسين.
" المصادر عن ما تقدم :
إدارة أوقاف أصفهان 28/2/1346هـ , رقم الإصدار 391 , كتاب جفرا فياي إير ان، كتاب آثار ملي أصفهان، كتاب تاريخ أصفهان للمؤلف هزفر صفحة 75 , كتاب المؤرخ الطريحي، كتاب النجف القديمة للمؤلف مصطفى جواد، كتاب مدارس النجف القديمة والحديثة للمؤلف محمد الخليلي صفحة 22 و 42 , كتاب ماضي النجف وحاضرها للمؤلف جعفر آل محبوبة "

## اجتماعياً
رغم المكانة الكبيرة والمناصب العليا التي أنعم الله بها على سيد محمد حسين خان الصدر الأعظم بين أعيان وملوك القاجاريين، عرف عنه التواضع أمام المراجع والعلماء والسادة وكان لديه علاقة وثيقة مع زعماء أقطاب النعمة إلهية بسبب صلة القرابة بينهم، كما عرف عنه مكارم الأخلاق وحسن الملقى والكرم بين الرعية، وله مواقف مشهودة بمساعدة الفقراء والمحتاجين، وآثاره جلية في بناء المدارس والحوزات العلمية والعمارات الحكومية والخانات المعروفة بالصدرية وإعادة إعمار الأضرحة الشريفة في مدينتي النجف وكربلاء وأهم أعماله بناء سور النجف السادس لحماية أهلها من غارات الأعداء، كما عرف عنه التبرع بأموال طائلة لتحسين الواقع الاقتصادي والزراعي إبان حكمه ولازالت حتى الآن تحمل اسمه ( برنج صدري باللغة الفارسية أي أرز صدري )
كان له محبين ومخلصين كثر من الشعراء والأدباء والفقهاء الذين قاموا على مديحه والثناء عليه في دواوين أشعارهم تم جمعها في مجلدات ومخطوطات عدة منها على سبيل المثال :
1- ديوان مدايح أمينية حسينية للمؤلف عبد الباقي الأصفهاني 1238 هـ.
2- ديوان مدايح قاآني للشاعر حبيب الله الشيرازي 1270 هـ.
3- ديوان المدائح الحسينية للمؤلف حيدر خان صدري.
4- ديوان أنس الزاهدين في مدح السادة المنتجبين للشاعر سيد مرتضى قلي خان نظام الدولة شريف حسيني 1306 هـ.
5- ديوان الترياق العمري للشاعر عبد الباقي العمري الموصلي 1272 هـ.
بعض الأبيات في مديحه ( منها باللغة العربية ومنها باللغة الفارسية القديمة ) :
- خيرة رحال العرب وغاية أهل المروءة والأدب.
- يا أيها الحسن الأخلاق والشيم ويا قرين الندى والجود والكرم
- من معشر جازوا بفخرهم السما ورسا وقارهم وفخرهم سما
- قد انتمى منهم لأكرم منتمي طفلاً ترقى منبرا وسريرا نعم العشير لم أراد عشيرا
- كه باني روضات مطهرات آمدكه خادم حرم أهل بيت أطهرشود
- كيت إين جملة كه كفتي واز إين جملة فزون خان عالي نسب ووالي والاكهرأست
- خان دوران حسين كه آمد سالار جهان أمير أعظم
- حسين خان مير ملك صدر دين بدر هدى بحر كرم كوه وقار

## علاقاته وصداقاته
كان محمد حسين خان الصدر الأعظم متمتعاً بصلات وثيقة مع شيوخ ووجاهات العشائر العراقية آنذاك منهم قبيلة بني خزاعة وبني أسد وبني تميم حيث كلن لهم أثر واضح في دعم حملاته ضد الغزوات والاعتداءات المتكررة على مدينة النجف، كما وقف إلى جانبه العديد من علماء الدين منهم سيد محمد باقر شفتي الموسوي (1260 هـ) و الشيخ جعفر كاشف الغطاء (1227 هـ) 

صورة لمرقد الصدر الاعظم في مدرسته في النجف المعروفة حالياً باسم (مدرسة الامام الكاظم)

## وفاته
توفي السيد محمد حسين خان الصدر الأعظم ( نظام الدولة ) في شهر صفر سنة 1239 هـ, و كان لهذا المصاب أثراً فاجعاً لأتباعه ومحبيه من السلاطين وعامة الرعية في العالم الإسلامي. ورثاه أحد الشعراء بقوله ( الصدر في الجنات حل مكراً )

## مدفنه
دفن السيد محمد حسين خان الصدر الأعظم في مدينة النجف داخل سرداب في مدرسته مدرسة الصدر الأعظم (مدرسة الإمام الكاظم حالياً)  و لايزال مرقده الشريف موجود حتى هذه اللحظة.

## كراماته
يروى أن بعد مرور 120 سنة على وفاته كانت تجري بعض الإصلاحات في مدرسة الصدر الأعظم حيث انهار جزء من السرداب فكشف جثمانه الشريف أمام الحضور وهم في دهشة مما شاهدوا حيث كان الجسد لا يزال سليماً كأنه مدفون منذ ساعات، شهد هذه الحادثة سيد محمد صادق الصدر حيث قام بإعادة تكفينه بعد أن دمعت عيناه لعظمة ما شاهد ودفنه وأمر بإغلاق القبر فوراً.
«من كتاب المؤلف مجتبى نصر الأصفهاني»

## أبنائه وأحفاده

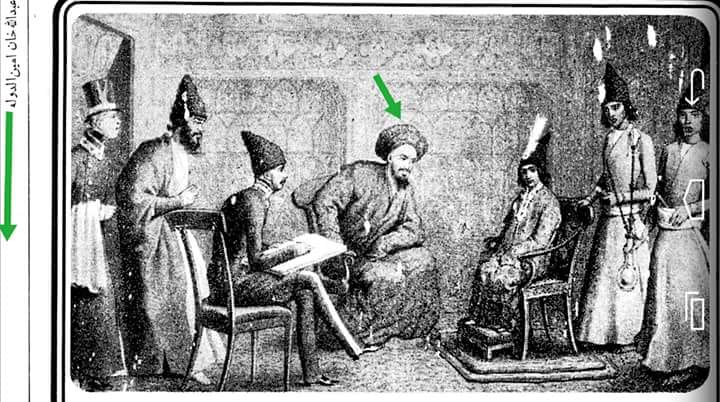
صورة مرسومة للسيد عبد الله خان أمين الدولة بن السيد محمد حسين الصدر الاعظم و هو يحاور السلطان القاجاري في أمور الدولة.

أعقب للسيد محمد حسين خان الصدر الأعظم عدة أبناء منهم عبد الله أمين الدولة، إبراهيم , محمد زمان، عبد الحسين، محمد علي، محمد جعفر، حيدر وغيرهم من الذكور والإناث.
وكان من أبرز أحفاده العالم الجليل الأمير علي محمد نظام الدولة الشريف الحسيني الذي عاد إلى النجف سنة 1247 هـ وأقام فيها ونال مرتبة الاجتهاد وتوفي في النجف سنة 1276 هـ ودفن بجانب أبيه في مدرسة الصدر الأعظم ( مدرسة الإمام الكاظم حالياً ).
كذلك السيد حميد خان بن السيد أسد خان، الذي تكلم عنه الأستاذ جليل الخزرجي في عدة مقالات منها مقاله في جريدة المدى اليومية ( زاوية ذاكرة عراقية ), و كذلك الأستاذ عبد الرضا فرهود في ذات الجريدة 

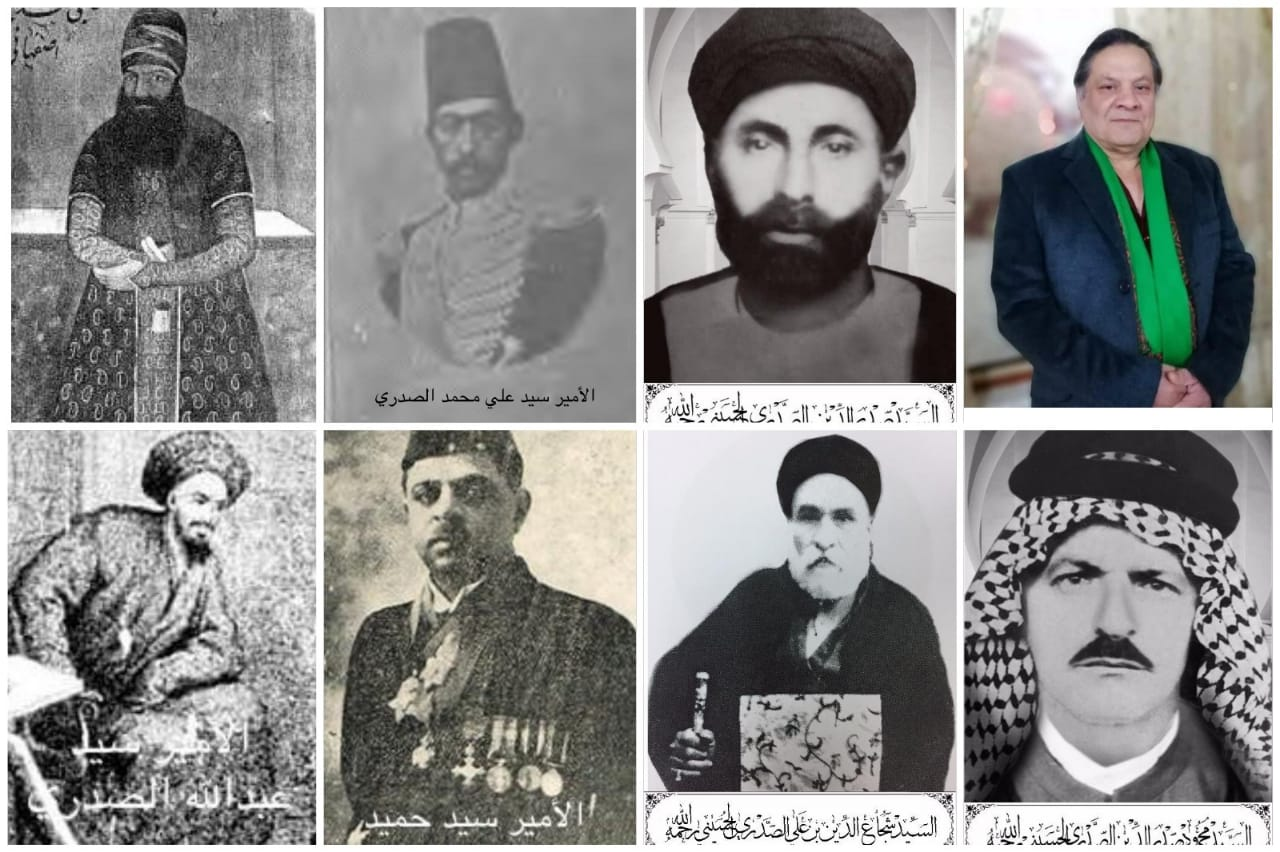
تسلسل عمادات عشيرة السادة آل الصدري الحسينية ابتداءاً بالأمير الحاج السيد محمد حسين الصدر الأعظم و انتهاءاً بالسيد شاكر محمود الصدري الحسيني عميد العشيرة الحالي.

ومن أبرز ذرية سيد محمد حسين خان الصدر الأعظم عشيرة السادة آل الصدري الحسيني التي تعود إلى إمارة السادة آل الحسن البغيض الإسماعيلي الحسيني والتي يتزعمها في العراق السيد شاكر محمود الصدري الحسيني، كما يسكن العديد من أبناء العشيرة دول مختلفة منها العراق وسوريا و إيران وسلطنة عُمان وبريطانيا و الولايات المتحدة الأمريكية. عرفوا بعدة ألقاب منها ( اغا، اغاخان , أمين، نظام الدولة، العلاف , صدري، نواب ). وقد انضمت عشيرة السادة آل الصدري الحسينية مؤخراً إلى اتحاد بني هاشم برئاسة السيد نبيل صائب الأعرجي ( عميد عموم السادة الأعرجية ورئيس اتحاد بني هاشم ونقيب نقباء السادة الأشراف في العراق ).
«من كتاب المؤلف مجتبى نصر الأصفهاني»

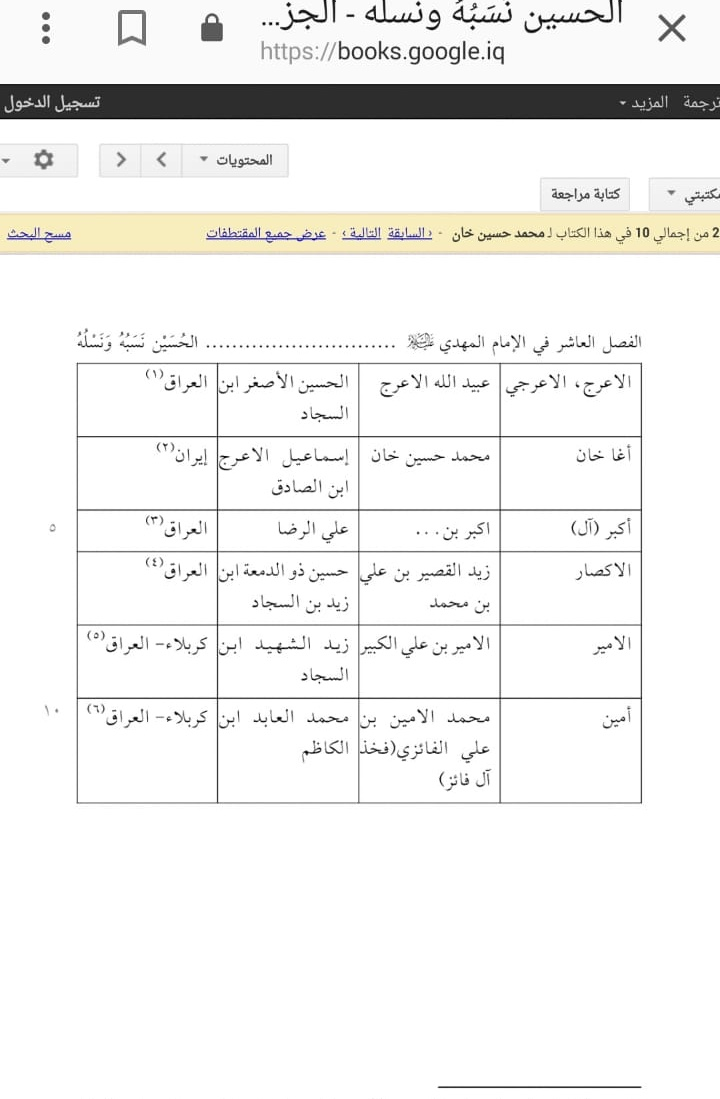
صورة للصفحة 254 من كتاب (الحسين نسبه و نسله) في جزئه الرابع للعلامة الدكتور الشيخ محمد صادق الكرباسي.

## بعض أهم المصادر
- كتاب اللباب في شرح صحاح الأعقاب من آل أبي طالب للعلامة الجليل السيد نبيل صائب الأعرجي عميد عموم السادة الأعرجية ورئيس اتحاد بني هاشم ونقيب نقباء السادة الأشراف في العراق.
- كتاب الذريعة للمؤلف اغا بزرك الطهراني في أجزاءه 1 و 4 و 9 و 11 و 12 و 15 و 20.
- كتاب طبقات أعلام الشيعة للمؤلف اغا بزرك الطهراني في جزئه الأول صفحة 188 و 191.
- كتاب المرجع الرقراق في الأنساب والأعراق للمؤلف سيد قوام الدين محمد أمين الهاشمي.
- موسوعة هكذا عرفتم للمؤلف جعفر الخليلي في جزئه الأول.
- كتاب المفصل في تاريخ النجف للدكتور حسن عيسى الحكيم.
- كتاب أعيان الشيعة للمؤلف سيد محسن الأمين في أجزاءه 1 و 7 و 8.
- كتاب صدر التواريخ للمؤلف محمد حسن خان صنيع الدولة في جزئه الرابع.
- كتاب بنيان حكومة قاجار للمؤلف فرزام إجلالي.
- كتاب تاريخ قاجار للمؤلف عبد الله المستوفي.
- كتاب شعر بركتيبه نباهاي آرامكاهي شهر اصفهان للدكتور أحمد حسني.
- مجلة البحوث التاريخية في إيران بعنوان الكساد وأحداث الشغب في أصفهان بعهد فتح علي شاه القاجاري للدكتور سيد حسين رضوي خراساني ( أستاذ في جامعة نور).
- كتاب الحسين نسبه ونسله للعلامة الشيخ الدكتور محمد صادق الكرباسي في جزئه الرابع صفحة 254.
- كتاب المعطار في تشجير تحفة الأزهار للمؤلف ضامن بن شدقم الحسيني وتحقيق الدكتور كامل الجبوري صفحة 220 و 224.
- مواقع ويب : www.imaktob.com www.asda3.yoo7.com www.asnad.org www.gharanin.ir
- مشجرات إمارة السادة الإسماعيلية المصادق عليها من نقابة أشراف العراق ( السادة آل الصدري الحسيني، السادة آل المختار، السادة آل بو خالة، السادة آل بو نجم، السادة بنو مفرج بن معد الحسيني )
- مخطوطات الأرشيف القاجاري الموجودة في مكتبة مجلس الشورى الإسلامي الإيراني.